# Marybeth Tinning
Marybeth Tinning (Duanesburg, 11 de setembro de 1942) é uma assassina em série norte-americana. 
Em 1987, Marybeth foi presa e condenada pelo assassinato do sua filha mais nova, uma bebê de 4 meses de vida, chamada Tami Lynne, nascida em 20 de dezembro de 1985. Testes em laboratório indicaram que a morte de Tami foi devido à uma asfixia por sufocamento. Marybeth foi considerada suspeita de ter envolvimento com a morte de seus oito filhos anteriores.
Seus nove filhos morreram sob seus cuidados ao longo de 14 anos. A causa das mortes das primeiras oito crianças, inicialmente, foi atribuída a doenças genéticas. Até mesmo seus filho adotado em 1978, Michael, morreu em 1981 e as autoridades não abriram uma investigação sobre sua morte. Após a investigação ser aberta, os promotores do Condado de Schenectady tinham provas suficientes para acusar Marybeth apenas de uma morte. Em julho de 1987, ela foi condenada por homicídio doloso e sentenciada à uma pena de 20 anos a perpétua. Uma apelação foi julgada na Suprema Corte de Nova York, alegando que a confissão de Marybeth foi coagida e que não havia provas contundentes para condená-la. O apelo foi negado.
Marybeth foi diagnosticada com a Síndrome de Munchausen, mas é incerto se o diagnóstico foi de fato feito. Ao analisar fatos recorrentes, alguns acreditam que o comportamento de Marybeth se alinha com outras desordens.
Marybeth foi enviada para a Prisão Feminina Correcional, em Bedford Hills, em Nova York. Seu pedido de condicional foi negado seis vezes, mas a sétima foi pedida em julho de 2018 e aceita, resultando na liberação de Marybeth em 21 de agosto de 2018.

## Infância e casamento
Marybeth nasceu em Duanesburg, uma pequena cidade no Condado de Schenectady, no estado de Nova Iorque. Seu pai, Alton Roe, trabalhou como operador de prensa na próxima General Electric, o maior empregador da área. Marybeth um dia disse que quando era criança, o seu pai abusou dela. Durante um interrogatório da polícia em 1986, ela disse a um investigador que o seu pai lhe tinha batido e a tinha trancado num armário. Durante o testemunho do tribunal, ela negou que o seu pai tivesse más intenções. "O meu pai batia-me com um mata-moscas", disse ela ao tribunal, "porque tinha artrite e as suas mãos não tinham muito uso. E quando ele me trancou no meu quarto acho que ele pensou que eu merecia."
Roe trabalhou numa série de trabalhos mal pagos e sem habilidades. Eventualmente tornou-se enfermeira no Ellis Hospital em Schenectady. Em 1963, conheceu Joe Tinning num encontro às cegas com alguns amigos. O casal casou-se em 1965. O primeiro filho dos Tinning, Barbara, nasceu em Maio de 1967. Em Janeiro de 1970, Joseph, o segundo filho dos Tinning, nasceu. Em Outubro de 1971, o pai de Tinning morreu de um ataque cardíaco súbito.

## As mortes
Em dezembro de 1971, Jennifer, a terceira filha dos Tinning, nasceu. Jennifer morreu apenas com 8 dias, de meningite hemorrágica e múltiplos abcessos no cérebro do nascimento. Dezessete dias depois da morte de Jennifer, a 20 de Janeiro de 1972, Tinning levou o seu filho de 2 anos, Joseph Jr., à emergência do Hospital Ellis, em Schenectady. A sua morte foi atribuída a parada cardíaca.
Várias semanas depois, Marybeth apressou Barbara para o hospital porque ela tinha tido convulsões. No dia seguinte, Barbara morreu, depois de estar em coma durante várias horas. A morte de Barbara foi atribuída a Síndrome de Reye. Tinning tinha 29 anos nessa altura. No dia de Acção de Graças de 1973, Tinning deu à luz um rapaz, Timothy. A 10 de Dezembro, Timothy foi trazido ao mesmo hospital. Estava morto. Tinning disse aos médicos que o encontrou morto no seu berço. Os médicos atribuíram a sua morte ao síndrome de morte súbita infantil (SIDS). Em março de 1975, a quinta criança de Tinning, Nathan, nasceu. Mais tarde, nesse Outono, ele morreu no carro enquanto estava fora com Tinning.
Em Agosto de 1978, os Tinning adoptaram Michael, pouco depois de ter nascido. A 29 de Outubro, ela deu à luz sua sexta criança, Mary Frances. Em Janeiro de 1979, Tinning apressou-se com Mary Frances para as urgências, do outro lado da rua do seu apartamento, dizendo que a bebé tinha tido um ataque. O pessoal conseguiu reanimá-la, declarando "SIDS cancelada". Um mês depois, Tinning regressou ao hospital com Mary Frances numa paragem cardíaca total; ela foi reanimada, mas tinha danos cerebrais irreversíveis. Dois dias depois, Mary Frances morreu depois de ter sido retirada do suporte de vida. No Outono, Jonathan, o oitavo filho dos Tinning, nasceu. Em Março de 1980, Jonathan morreu, depois de estar mantido com suporte de vida em Albany, Nova Iorque durante 4 semanas. Em Março de 1981, Tinning levou Michael ao médico porque ele não acordava. Michael morreu. Em Fevereiro, ele tinha sido levado ao hospital por cair das escadas.
Em agosto de 1985, nasceu Tami Lynne. Em 20 de dezembro, Tami morreu sufocada. Nesse dia, a família Tinning foi visitada por Betsy Mannix do Departamento dos Serviços Sociais do Condado de Schenectady e Bob Imfeld da Polícia de Schenectady, devido à morte de Tami Lynne.

## Prisão e condenação
Marybeth e Joe Tinning foram levados em separado para a Polícia de Schenectady para interrogatório devido à morte de Tami Lynne. Durante o interrogatório da polícia, Marybeth assinou uma confissão dos homicídios de Tami Lynne, Timothy, e Nathan. Marybeth foi presa e acusada do homicídio de Tami Lynne. Os polícias inicialmente suspeitaram que Tami Lynne tinha morrido de SIDS, mas as análises do laboratório determinaram que a sua morte tinha resultado de sufocamento. Depois de acusar Marybeth da morte de Tami Lynne, os polícias disseram que achavam suspeitas as mortes dos outros 8 filhos de Tinning. Os investigadores mais tarde disseram que a morte de Jennifer não era suspeita porque ocorreu antes do bebé sair do hospital.
Marybeth Tinning fez o seu pagamento da fiança de $100,000 e foi libertada até à data do seu julgamento. Depois de um julgamento de 6 semanas, o júri declarou Marybeth culpada de homicídio em segundo grau, mostrando indiferença à vida humana. Depois do seu julgamento, recebeu uma sentença de 20 anos a perpétua na Prisão Feminina Correccional de Bedford Hills.
Depois da sua condenação, ela apelou com base de que a sua confissão não tinha sido voluntária e que a sua condenação não era suportada o suficiente pelas provas. Em 1988, o seu recurso foi rejeitado pela Divisão de Recursos do Supremo Tribunal do Estado de Nova Iorque.

## Tentativas de liberdade condicional
A primeira tentativa de liberdade condicional de Tinning foi em Março de 2007. No conselho de liberdade condicional, Tinning disse, "Eu tenho de ser honesta, e a única coisa que vos posso dizer é que sei que a minha filha está morta. Eu vivo com isso todos os dias. Não me lembro de nada e não acredito que a magoei. Não posso dizer mais do que isso". A sua liberdade condicional foi recusada.
No fim de janeiro de 2009, Tinning foi perante o conselho de liberdade condicional pela segunda vez. Tinning declarou "Eu estava a passar por um mau bocado", quando matou a sua filha. O conselho da liberdade condicional negou novamente o seu pedido, dizendo que o seu remorso era "no mínimo superficial". Tinning este elegível para liberdade condicional novamente em Janeiro de 2011.
Em 2011 e 2013, foi negada nova liberdade condicional a Tinning. Na aparição de 2011, Tinning disse que matou Tami Lynne porque achou que a sua filha ia morrer na mesma como todas as outras crianças. Em 2011, Tinning foi apoiada por pessoas da Faculdade de Direito da Universidade de Georgetown e pessoas com quem trabalhava na prisão, descrevendo-a como "amável, generosa, uma pessoa caridosa como nunca tinham conhecido".
Quando questionada sobre o homicídio durante a sua aparição de 2013, ela disse, "É só - Eu não me consigo lembrar. Quero dizer, eu sei que o fiz, mas não vos sei dizer porquê. Não há razão."
A uma nova tentativa de liberdade condicional foi em janeiro de 2015. O conselho de liberdade condicional negou novamente a sua libertação, determinando que ela continua a não demonstrar conhecimento do crime. A última, que foi concedida, foi em julho de 2018. Marybeth deixou a prisão em 21 de agosto de 2018.